# Kloster Åhus

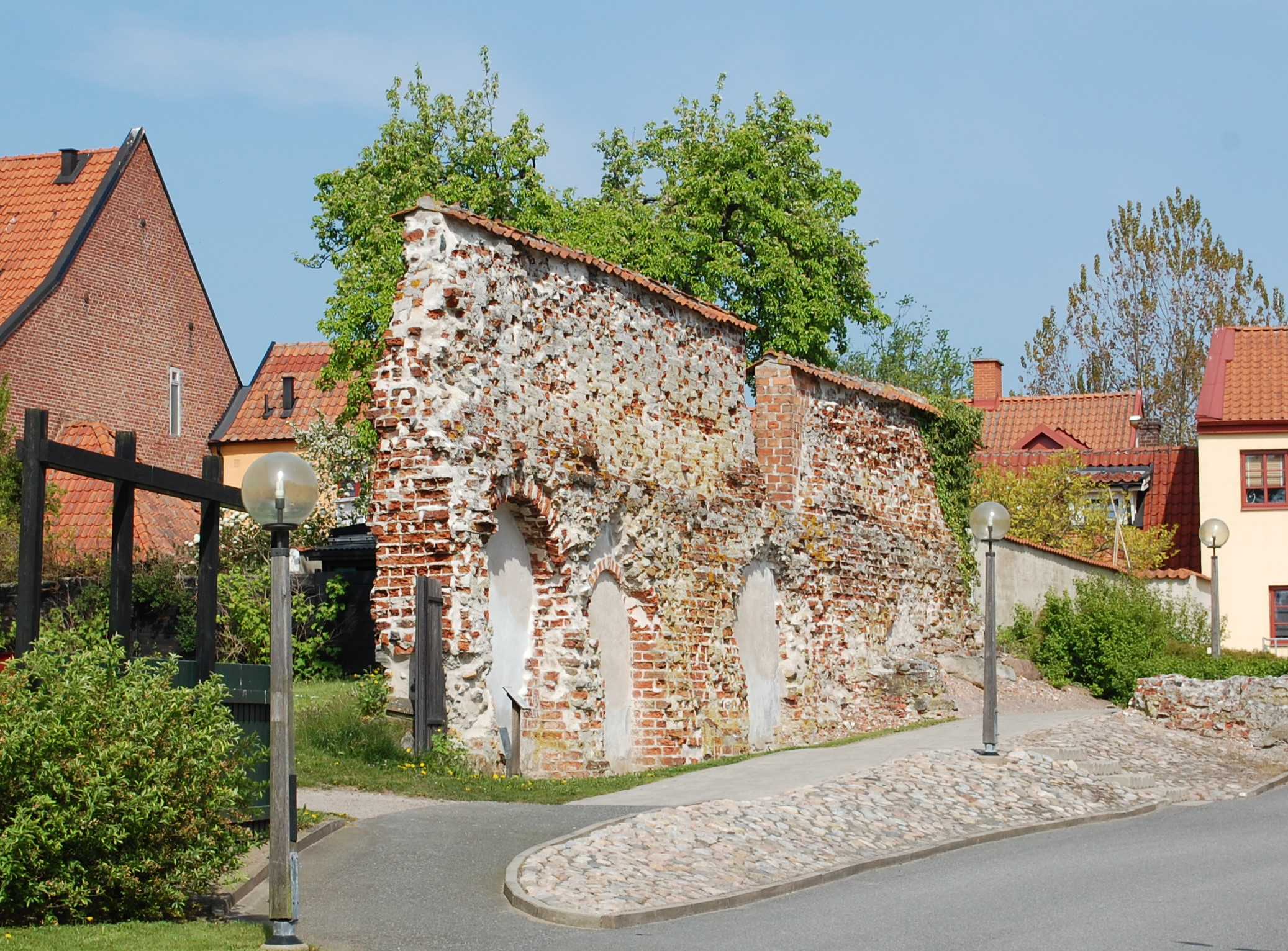
Klostermauer – Ostseite

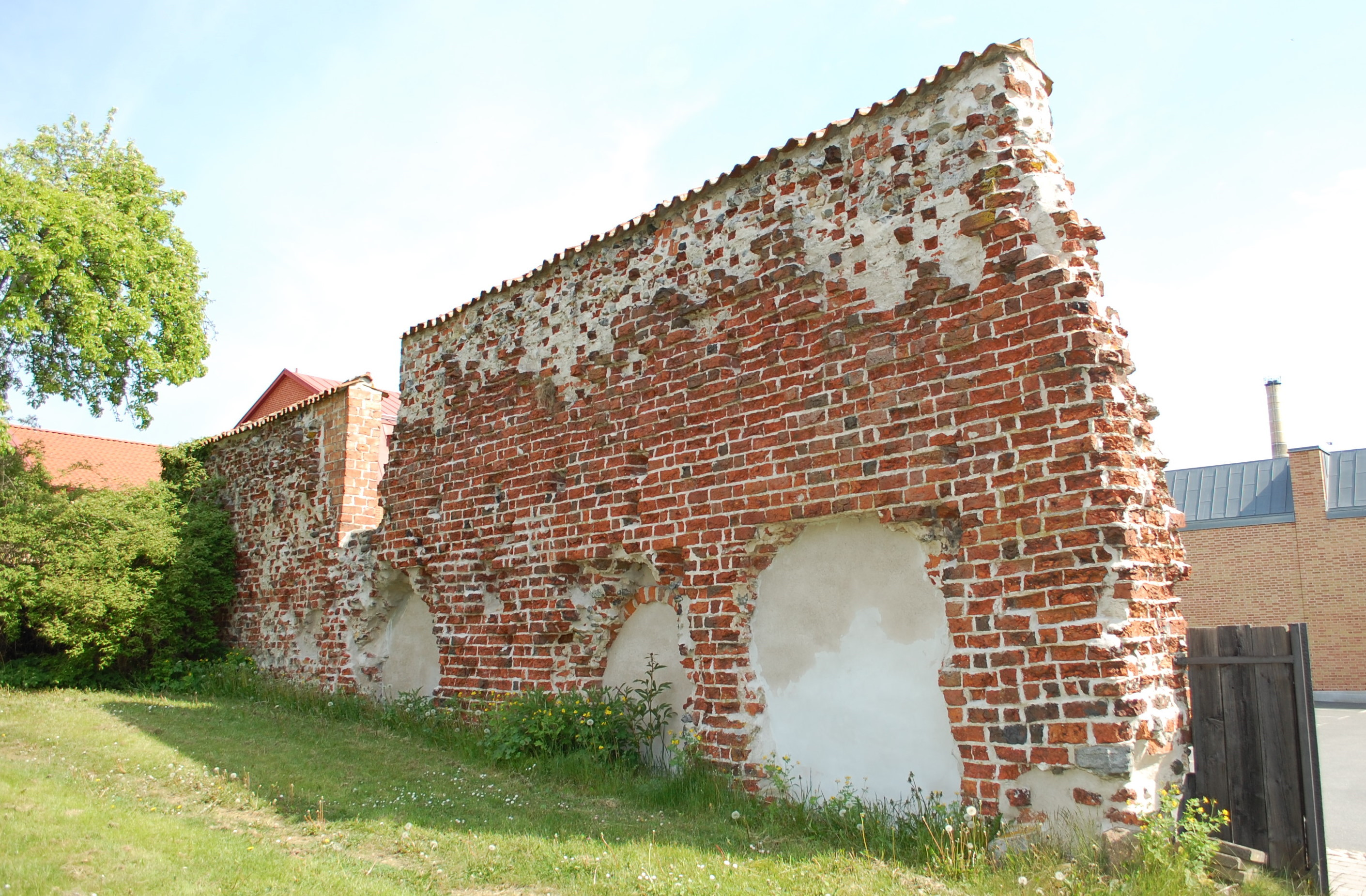
Westseite

Das Kloster Åhus war ein Dominikanerkloster im heute zu Schweden gehörenden Åhus.
Vom Kloster ist nur eine Mauer im südlichen Teil der Åhuser Altstadt erhalten.
Das Kloster wurde im Jahr 1243 durch den Erzbischof Uffe Thrugotsen errichtet. Es wurde zu einer für die Region bedeutenden Lehranstalt. Es wird vermutet, dass die Gebäude des Klosters um einen Hof gruppiert waren und sich die Anlage bis zum südlich fließenden Helge å erstreckte. Zum Kloster gehörte zumindest die Klosterkirche Sankt Nicolai. Im Zuge der Reformation endete im 16. Jahrhundert die Nutzung als Kloster. Die Anlage gelangte in den Besitz des Staates und wurde als Åhus gård bezeichnet. Im Laufe des 17. Jahrhunderts setzte der Verfall der Klosteranlage ein.
In der nordwestlich gelegenen Ruine der Sankt-Anna-Kapelle befindet sich eine Altarplatte, die bei Straßenarbeiten im Bereich der Klosteranlage gefunden wurde und sich vermutlich in der Klosterkirche Sankt Nicolai befand.